# Тимченко Олег Олександрович
Олег Олександрович Тимченко (27 квітня 1978, м. Харків, СРСР) — український хокеїст, лівий нападник. 
Хокеєм займається з 1986 року, перший тренер — І.Н. Правилов. Виступав за «Руйн-Норанда Гаскіз», «Байє-Комо Драккар», «Грінсборо Дженералс», «Флорида Еверблейдс», «Нью-Орлінс Брасс», «Донбас» (Донецьк), «Дружба-78» (Харків), «Геренвен Флаєрс», «Хімволокно» (Могильов), ХК «Ренон», «Німан» (Гродно), «Хімік-СКА» (Новополоцьк), ХК «Гомель», «Юність» (Мінськ).
У складі національної збірної України учасник чемпіонатів світу 2004, 2005, 2009 (дивізіон I), 2010 (дивізіон I) і 2011 (дивізіон I).
Досягнення
- Чемпіон Білорусі (2009, 2010, 2011)
- Володар Кубка Білорусі (2009, 2010)
- Володар Континентального кубка (2011).